# Elecciones generales de Japón de 1903
Las octavas elecciones generales de Japón tuvieron lugar el 1 de marzo de 1903 para escoger a los 376 miembros de la Cámara de Representantes. Fueron adelantadas tan solo un año después de la celebración de las anteriores. Con una participación del 86.17% del electorado registrado, el partido oficialista Amigos del Gobierno Constitucional (Rikken Seiyūkai) obtuvo una amplia victoria con el 45.59% del voto popular, pero sin revalidar su anterior mayoría absoluta, con solo 175 escaños. El Partido Constitucional Auténtico (Kensei Hontō) volvió a ser el segundo partido más votado con el 26.72% de los votos, pero se estancó en el resultado de 1902 y de hecho perdió varios votos y diez escaños.

## Sistema electoral
En virtud de la constitución japonesa de 1889, los 376 miembros de la Cámara de Representantes de la Dieta Imperial eran elegidos en 51 circunscripciones con varios diputados cada una mediante escrutinio mayoritario plurinominal con listas cerradas. La votación se limitó a los varones mayores de 25 años que pagaban al menos 10 yenes por año en impuestos directos, por lo que el electorado era sumamente restringido y no alcanzaba al 3% de la población total.

## Resultados
|  | 45.59 % |

|  | 26.72 % |

|  | 4.53 % |

|  | 4.25 % |

|  | 2.95 % |

|  | 0.34 % |

|  | 0.19 % |

|  | 15.80 % |

|  | 86.17 % |